# لامار جونستون
لامار جونستون (بالإنجليزية: Edward Lamar Johnstone)‏ هو ممثل أمريكي، ولد في 15 مارس 1884 في الولايات المتحدة، وتوفي بنفس المكان في 19 مايو 1919.

## وصلات خارجية
- لامار جونستون على موقع IMDb (الإنجليزية)
- لامار جونستون على موقع أول موفي (الإنجليزية)
- لامار جونستون على موقع كينوبويسك (الروسية)